# Jacquot de Nantes
Jacquot de Nantes és una pel·lícula dramàtica francesa de 1991 dirigida per Agnès Varda. Es va projectar fora de competició al 44è Festival Internacional de Cinema de Canes

## Argument
La pel·lícula és un retrat de la creació d'un artista; recreant els primers anys de vida del marit de Varda, Jacques Demy, a la França ocupada i el seu interès per les diferents manualitats associades a la realització de pel·lícules, com ara el càsting, l'escenografia, l'animació i la il·luminació. Les seccions de ficció ambientades a Nantes en temps de guerra es combinen amb breus interludis documentals sobre el moribund Demy.

## Repartiment
- Philippe Maron - Jacquot 1
- Edouard Joubeaud - Jacquot 2
- Laurent Monnier - Jacquot 3
- Brigitte De Villepoix - Marilou, la mare
- Daniel Dublet - Raymond, el pare
- Clément Delaroche - Yvon 1
- Rody Averty - Yvon 2
- Hélène Pors - Reine 1
- Marie-Sidonie Benoist - Reine 2
- Jérémie Bernard - Yannick 1
- Cédric Michaud - Yannick 2
- Julien Mitard - Rene 1
- Jérémie Bader - Rene 2
- Guillaume Navaud - Cosí Joel
- Fanny Lebreton - La petita refugiada